# تشوي جونغ وو (ممثل)
تشوي جونغ وو (17 فبراير 1957 - 27 مايو 2025) ممثل كوري جنوبي بدأ مسيرته التمثيلية في المسرح، ثم انخرط في التمثيل المساعد في السينما والتلفزيون، لا سيما في المسلسل الكوميدي "استعداد" والمسلسلين الإجرائيين "اختبار الرب" و"دكتور فروست".